# 奧亨鮑赫峰
奧亨鮑赫峰（英語：Aughenbaugh Peak）是南極洲的山峰，位於伊利沙伯女皇地，處於諾伊堡峰東北面1.1公里，海拔高度1,800米，根據美國地質調查局的測量和美國海軍的空中照片被繪入地圖。